# Abbazia di Santa Maria del Monte
Il complesso dell'Abbazia di Santa Maria del Monte sorge sul colle Spaziano, a Cesena.
Sorto sui resti di una precedente chiesa costruita nel IX secolo, ampliata e abbellita in un periodo presumibilmente compreso tra il 1001 e il 1026 quando fu fondato il monastero, ha raggiunto l'aspetto attuale al termine dei successivi restauri tra il XV secolo e il XVI secolo.
L'interno è a una navata con quattro cappelle per lato, che conservano opere d'arte di grande prestigio.
In alto, sui tre lati, corre il fregio di Gerolamo Longhi che contiene quattordici scene della vita della Vergine.
Patrimonio insigne dell'abbazia è la collezione di ex voto, una raccolta di 690 pezzi di grande valore, costituita da tavolette dipinte a partire dal 1400 che raffigurano i miracoli con i quali la Vergine del Monte esprimeva la sua protezione a Cesena e ai cesenati.
Nel 1986, papa Giovanni Paolo II, durante la visita in Romagna, ha soggiornato e visitato l'abbazia; per ricordare il grandioso evento è stato anche dipinto un ex voto.

## Storia

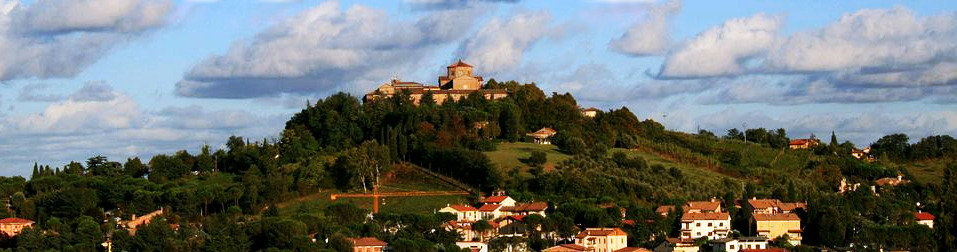
Abbazia di Santa Maria del Monte e le colline.

Sul Colle Spaziano, che un tempo era ricoperto da un fitto bosco, secondo San Pier Damiani (Vita Mauri, 1044-1072), il vescovo Mauro (m. nel 946) andava a ritirarsi in preghiera. Dopo la sua morte, secondo la tradizione, si susseguirono numerosi miracoli sul luogo di sepoltura, la venerazione popolare crebbe e la piccola celletta da lui costruita venne ampliata.

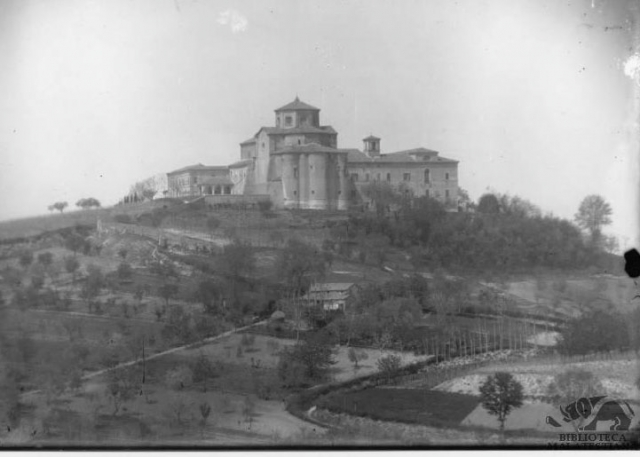
Abbazia di Santa Maria del Monte nel 1910.

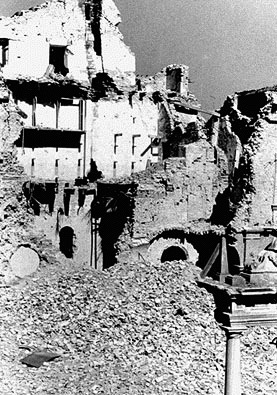
L'ala della biblioteca crollata durante i bombardamenti della seconda guerra mondiale.

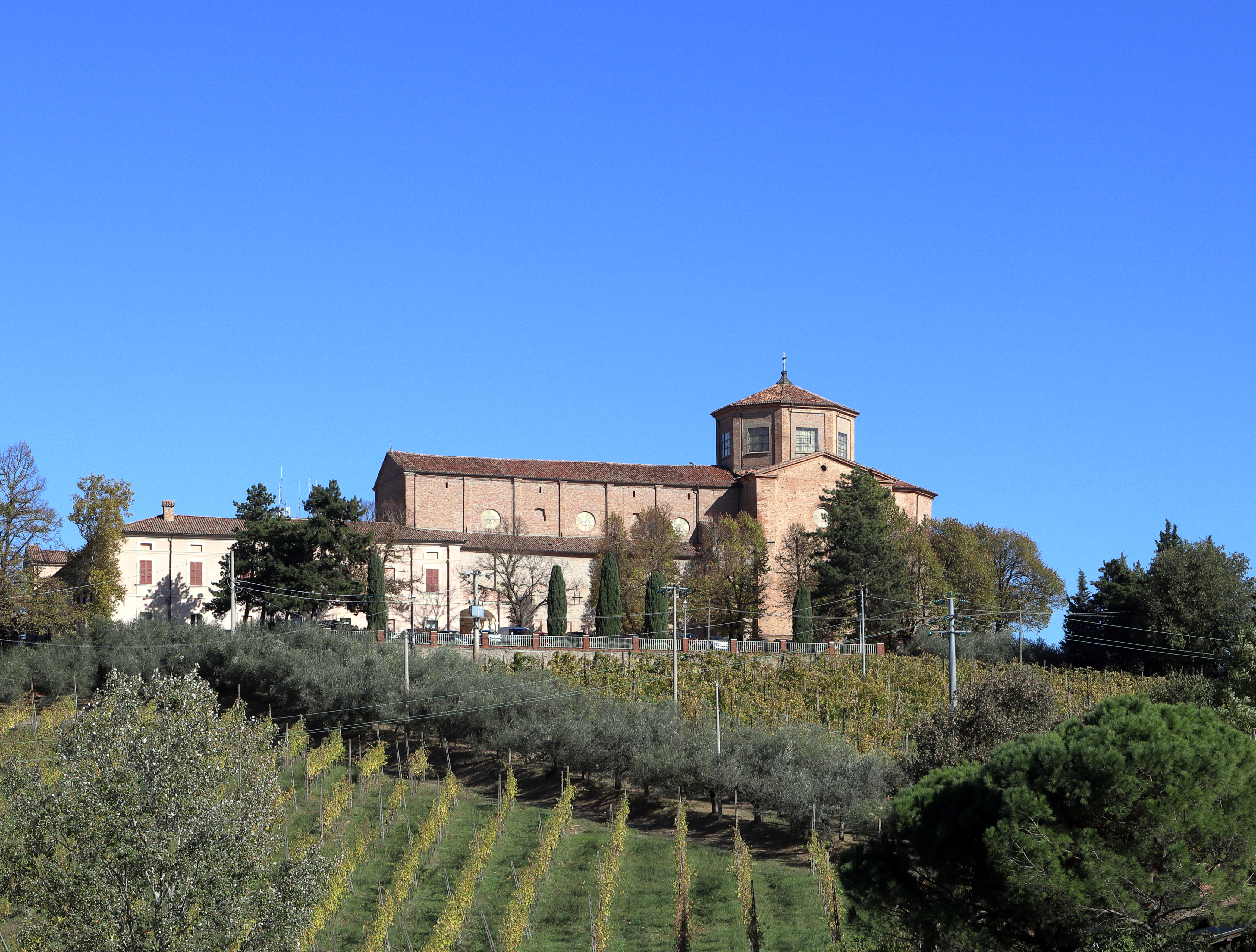
Abbazia di Santa Maria del Monte nel 2022.

Dopo l'anno 1000 fu edificata una basilica a tre navate e tra il 1001 e il 1026, venne infine fondato il monastero benedettino. Arricchitosi notevolmente nel corso del XIII secolo, il complesso accolse, nel 1318, la Statua della Madonna (essa proveniva dalla Chiesetta di Montereale); si ebbe subito una manifestazione popolare con la realizzazione di piccole tavolette votive per grazia ricevuta: gli ex voto.
La basilica fu prima profanata e poi fortificata da Francesco degli Ordelaffi ( venne circondata da forti palizzate in occasione dell'assalto alla città di Cesena da parte delle truppe franco italiane nel maggio del 1357- (( Storia a fumetti di Cesena, Rimini, Ravenna e Forlì. Di Antonio Dal Muto - quarto volume pag 166)) ), nel Cinquecento visse il suo "secolo d'oro" sotto i Malatesta ( in realtà il "secolo d'oro" malatestiano è contenuto nel Quattrocento (XV secolo). Il dominio malatestiano a Cesena iniziò il giorno 8 gennaio del 1378, quando con uno stratagemma riuscirono, i riminesi, a cacciare dalla città le truppe di John Hawkwood (Giovanni Acuto), e terminò con la morte dell'ultimo Signore di Cesena: Domenico Malatesta Novello, avvenuta il 20 novembre del 1468 (Storia a fumetti di Cesena, Rimini, Ravenna e Forlì di Antonio Dal Muto - Quinto volume da pag 4 a pag 124). Il secolo del Cinquecento iniziò con il dominio di Cesare Borgia che durò quattro anni: dal 1500 al 1503, così divenne un vero e proprio punto di riferimento della cultura cesenate. Lungo il corso dei secoli accolse numerose personalità e ricevette la visita di numerosi pontefici. Tra il 1536 e il 1548 la chiesa venne ad assumere le forme attuali, secondo un progetto di Domenico Garavini da Brisighella, su disegno originale del Bramante. Centro della vita artistica della città, la Basilica del Monte vide anche all'opera i migliori artisti attivi nel cesenate: Scipione Sacco, Girolamo Longhi e Francesco Masini, nonché il giovanissimo Giuseppe della Valle di Scalve, che tra il 1560 e il 1562 realizzò lo splendido coro in noce. Importante anche gli interventi di Francesco Morandi detto il Terribilia, cui si devono la cupola (decorata dal Masini tra il 1568 e il 1571) e l'originale scalone in pietra, e di Alessandro Corsi che, nel 1588 fu l'autore del monumentale pozzo del Chiostro Grande.
Una serie di eventi nefasti aprì la strada alla crisi del complesso benedettino, che si protrasse per tutto il settecento, aggravata dal terribile terremoto del 1768 che distrusse la cupola della basilica, fu ricostruita da Pietro Carlo Borboni e venne decorata da Giuseppe Milani dal 1773 al 1774. Abbandonata all'arrivo dei francesi nel 1797, l'abbazia fu requisita e nel 1812 venne posta in vendita. Solo il provvidenziale intervento di Pietro Maria Semprini la salvò dalla rovina: egli l'acquistò con le proprie sostanze e poi la donò a papa Pio VII. In gioventù fu novizio all'abbazia, quando divenne papa il 1º maggio del 1814 incoronò la Madonna e Bambino e, nell'atto del testamento, destinò l'intero complesso ai monaci; solo nel 1888, superate varie traversie, essi poterono tornare definitivamente al "Monte".
Durante la seconda guerra mondiale il complesso accolse numerosi sfollati e subì un devastante bombardamento.
Nella seconda metà del XX secolo, l'abbazia, vide la riapertura del Laboratorio per il restauro del libro antico ed è meta di turisti e pellegrini, il complesso benedettino non ha perso il suo ruolo di propulsore della cultura: segnalandosi per l'organizzazione di concerti di musica classica nei mesi di luglio e agosto.
Infine, all'inizio del XXI secolo, grazie alla passione della Società amici del Monte, sono stati creati un refettorio per le comitive, dotato di 80 posti a sedere e la moderna sala delle conferenze Pio VII con 100 posti.

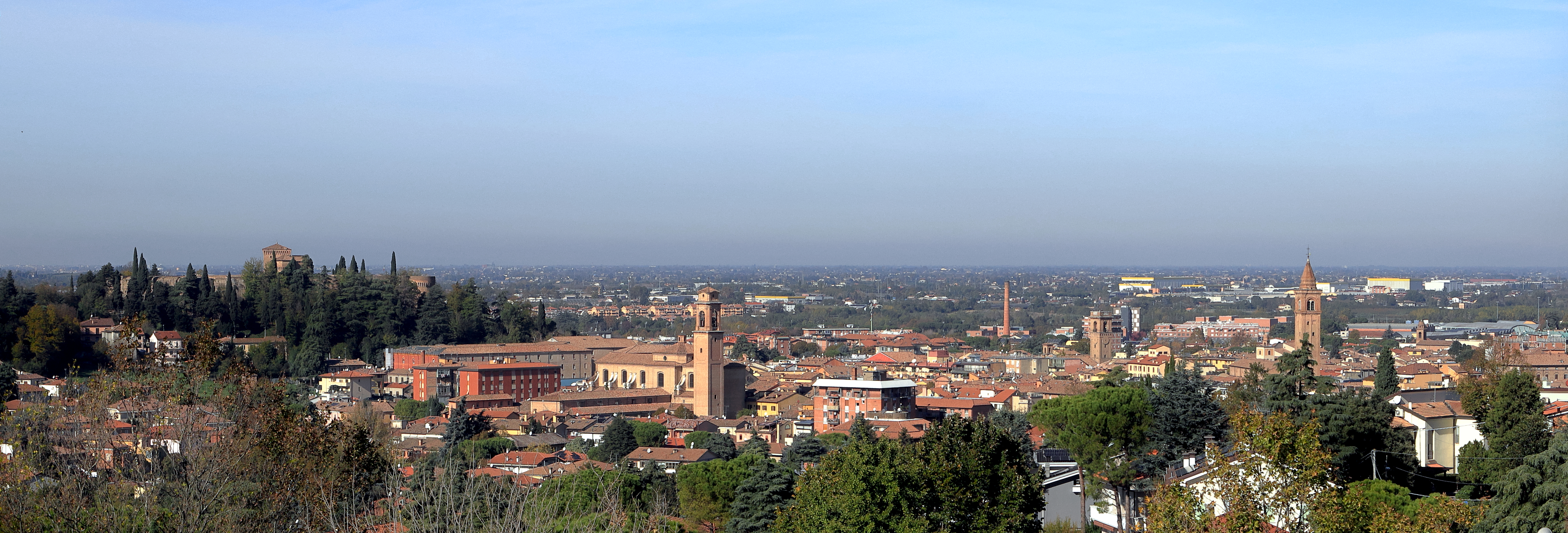
Parziale vista di Cesena dall'Abbazia di Santa Maria del Monte (percorso dei gessi).

## Descrizione
L'abbazia di Santa Maria del Monte, posta sul colle Spaziano (135m), offre un panorama vasto che si può apprezzare dal piazzale antistanteː Dal Monte Titano ai primi Appennini, che cullano la città di Cesena, fino alla distesa della pianura Romagnola e del mare Adriatico.

### La chiesa abbaziale

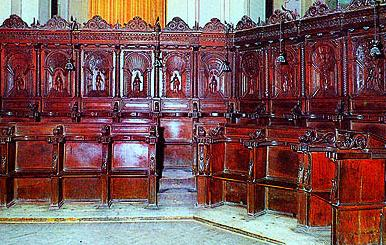
Il coro ligneo.

L'ingresso è posto sul lato destro e introduce a un suggestivo interno che colpisce per l'ampiezza degli spazi ma anche per il silenzio. La forma è ad un'unica ampia navata, con delle cappelle laterali. In alto corre il fregio di Girolamo Longhi con quattordici scene della Vita della Madonna (1559), venuto alla luce solamente nel 1914 e miracolosamente preservato dal bombardamento della seconda guerra mondiale del 1944, ma non fu così per l'affresco della contro facciata, il Mosè si toglie i calzari prima di salire all'Oreb del Gavarini (XVI secolo). La chiesa ha la dignità di basilica minore.

#### Il presbiterio e coro monastico
Percorrendo l'ampia navata verso lo scalone ci si dirige verso la zona presbiteriale, si può notare, sul pavimento, il simbolo dei benedettini di Congregazione cassinese (ai loro lati si trova l'accesso per la cripta, a destra si scorge la Deposizione di Cristo del Mastelletta, invece a sinistra Gesù con la sammaritana di Marcantonio Franceschini, di fine XVII secolo). Salito lo scalone, eccoci di fronte all'altare maggiore; ove dietro si possono ammirare il mirabile coro monastico in noce, un capolavoro di Giuseppe della Val di Scalve detto lo "Scalvini", scolpito tra il 1560 e il 1562; e la Madonna Assunta statua creata con stucco e legno dipinti nel XIII secolo, il bambino che tiene in braccio è un'aggiunta posteriore, mentre le corone sui due capi furono poste da papa Pio VII il 1º maggio del 1814.

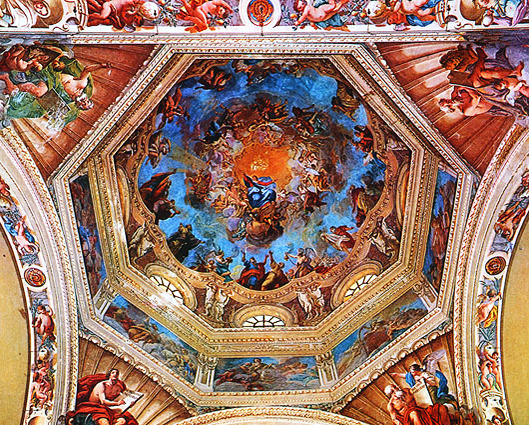
Cupola dell'abbazia di Santa Maria del Monte.

#### La cupola
L'intero apparato pittorico di questa parte della basilica è opera di Giuseppe Milani, le opere furono affrescate tra il 1773 e il 1774. Vi si nota la prospettiva melozziana, dal basso in alto, e l'influsso della cupola della cappella della Madonna del Fuoco, nel duomo di Forlì, di Carlo Cignani.
All'inizio degli archi della cupola si trovano le Principali virtù cristiane, sui pennacchi i Quattro evangelisti, nel tamburo otto Scene dell'Antico Testamento, nella cupola si ammira una monumentale Assunzione della Vergine, nel catino dell'abside c'è l'Incoronazione della Vergine Maria.

#### Le cappelle laterali
All'interno dell'abbazia sono presenti quattro cappelle da un lato e tre dall'altro. Nella prima cappella di destra si può ammirare una pregevole Annunciazione di Bartolomeo Coda, dipinto nel 1543, e un Capo di san Giovanni in tondo; nella seconda cappella è presente un San Mauro risana gli infermi di Francesco Mancini, dipinto nel 1704, e una Deposizione in tondo di Girolamo Marchesi, del XVI secolo. La terza cappella di destra presenta l'opera pittorica di maggior pregio contenuta nella basilica: si tratta del La presentazione di Gesù Bambino al tempio e la purificazione della Vergine ad opera del maestro bolognese Francesco Raibolini detto il "Francia", decorato nel 1515; nella lunetta è una Deposizione di Girolamo Marchesi (XVI secolo).
Nella prima cappella di sinistra è collocato un San Sebastiano di Vincenzo Ansaloni (XVII secolo ?); segue la cappella con San Lorenzo del XVII secolo; infine, nella terza cappella, è visibile la Gloria dei santi Benedetto e Scolastica del G. B. Barbiani ornato sempre nel XVII secolo. Mentre nella quarta cappella sono presenti varie reliquie e riposa il corpo di San Agapo.

#### Il deambulatorio
Alcuni dipinti di una Cesena antica introducono al deambulatorio, dove è conservata parte della preziosissima collezione di ex voto, una delle più ricche e antiche d'Europa.
Continuando, sempre nel deambulatorio, si possono ammirare tre cappelle, in esse sono presenti: un crocefisso del XIV secolo, una statua in terracotta di San Giuseppe, primo Novecento, e di San Benedetto di Leonardo Lucchi del 1987.

#### La cripta

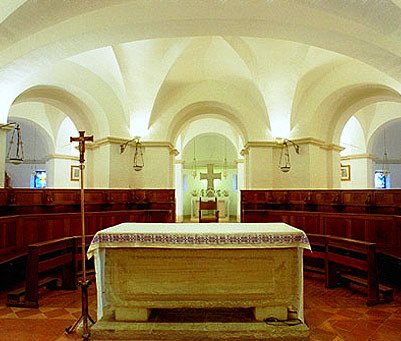
Il sarcofago romano di pietra del IX secolo.

La cripta, cui si accede attraverso cancelli di ferro battuto (opera novecentesca di Frà Pio Nobilione), presenta una croce di pietra del IX secolo e un sarcofago romano, antica sepoltura di San Mauro, che oggi è collocata presso la Cattedrale di San Giovanni Battista nel centro storico della città.

#### La sacrestia
Un ampio vano introduce alla sacrestia del XIV secolo, al suo interno sono presenti mobili risalenti al XVIII secolo e un ciclo di affreschi di Giovanni Cappelli del 1946; sulle pareti sono presenti altri affreschi: San Giovanni evangelista di Lorenzo Veneziano (1370 circa), Prestazione al tempio di Francesco Menzocchi (1534) e La sacra Famiglia di Gaspare Sacchi (1536).

### Il monastero
Sulla facciata della basilica si possono notare i segni della prima chiesa, che è visibile solo dal "Chiostro Piccolo" (XV secolo), costituito da un porticato a colonnine e pozzale in ferro del XVII secolo, sul quale si affacciano, grazie alla conservazioni delle tradizioni monastiche: la biblioteca, il Laboratorio per il restauro del libro antico e l'erboristeria monastica. Dei tre chiostri originari, rimane anche il cosiddetto "Chiostro Grande" del XVI secolo, con un pregevole pozzale di Alessandro Corsi; gli studiosi ritengono che l'apparato per l'approvvigionamento dell'acqua sia opera di Leonardo Da Vinci.

#### Il refettorio
Il refettorio, risalente al XX secolo, fu ricavato dal restauro delle cantine del convento; presenta un soffitto a cassettoni e dipinti con scene del Nuovo Testamento.

#### Il Laboratorio per il restauro del libro antico
Nella biblioteca e il Laboratorio per il restauro del libro antico i monaci portano avanti la tradizione di operosità conforme alla regola benedettina; in particolare il laboratorio svolge un lavoro fondamentale per la conservazione del patrimonio librario.

#### L'erboristeria
L'erboristeria è situata sotto il porticato del Chiostro Piccolo dove si possono acquistare liquori della tradizione benedettina, caramelle balsamiche, diversi tipi di miele, infusi e vini tipici del territorio prodotti dagli stessi monaci.

### La collezione degli ex voto

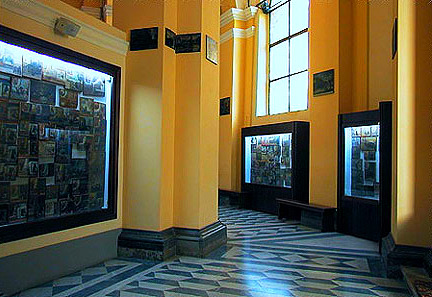
La collezione degli ex voto.

A Cesena, e nel Cesenate, è antichissima la tradizione di dipingere, o far dipingere da mani più esperte, tavolette votive per grazia ricevuta alla Madonna del Monte; questa tradizione è iniziata nel XV secolo e continua ancora oggi, tanto che il numero degli  ex voto è destinato ad aumentare.
Si tratta delle documentazioni grafiche d'intercessioni della Beata Vergine che incontrano la storia (un ex voto, ad esempio, raffigura un crollo del vecchio teatro cittadino avvenuto nel 1820, un altro la scampata fucilazione di un uomo al termine della seconda guerra mondiale) oppure, molto più spesso, i piccoli drammi di vita familiare, di solito rurale o marinaro (si va dalla malattia di un uomo del Quattrocento, a una disgrazia nei campi e a uno scampato naufragio nel Cinquecento, fino a un incidente tra una Vespa e un'automobile). Veri e propri sguardi su un passato più o meno remoto, molte pagine della storia locale e di quella della basilica sono state scritte grazie alle immagini giunte fino ai giorni nostri.
La riproduzione su lastre in vetro di gran parte della collezione è conservata presso l'Archivio fotografico Zangheri.

## Galleria d'immagini

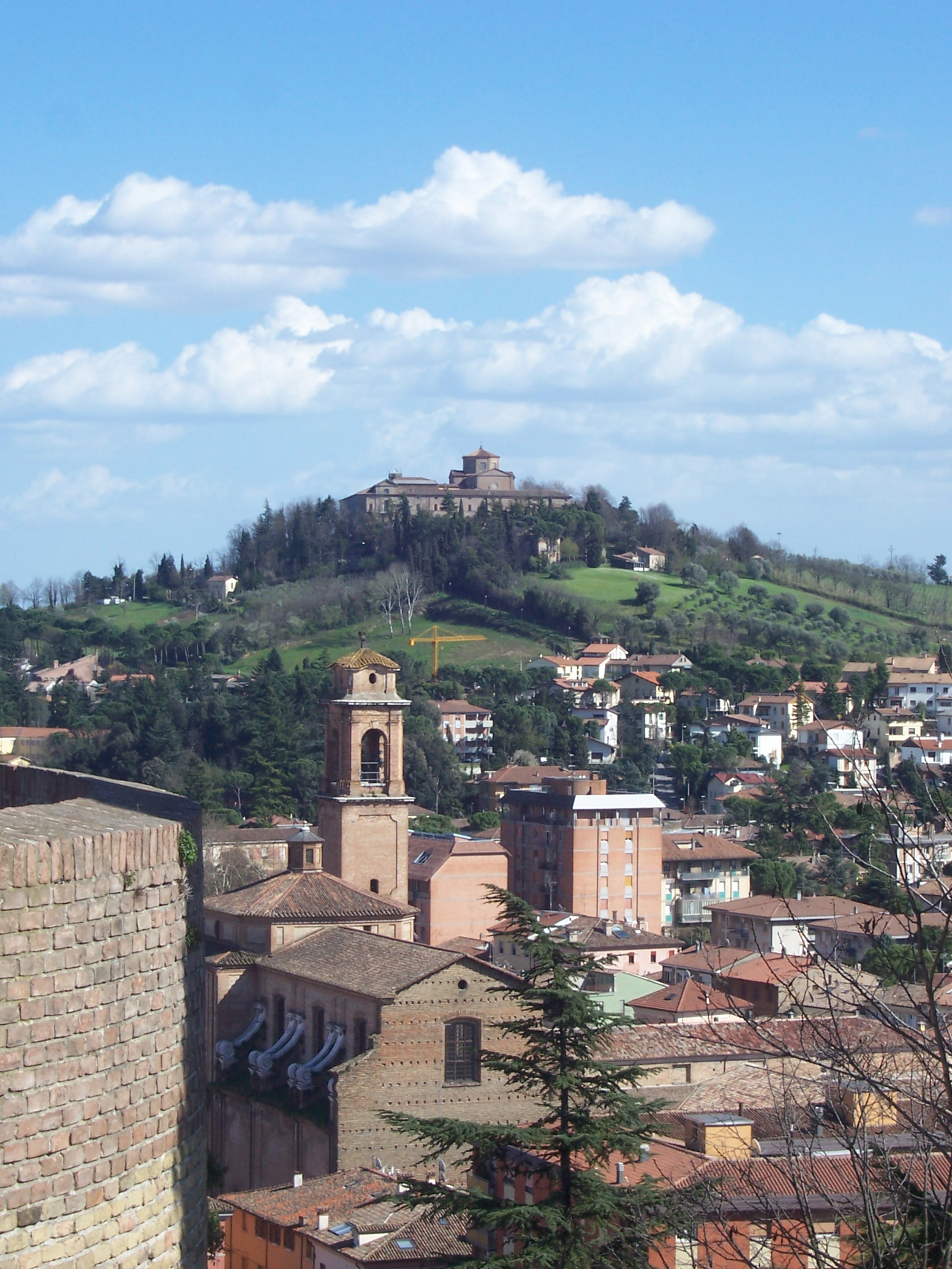
L'abbazia vista dagli spalti della Rocca.
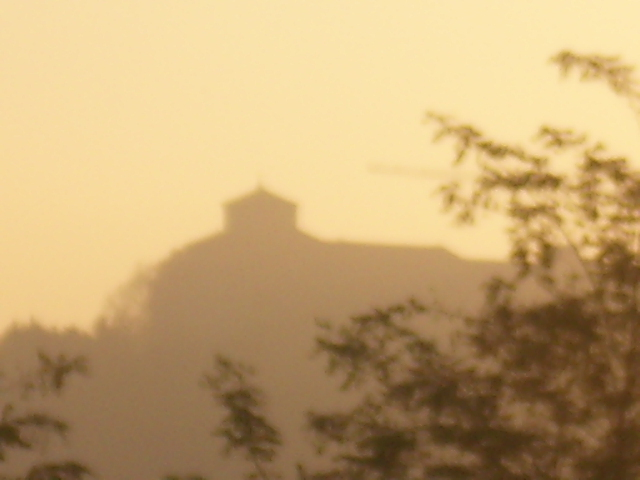
Profilo dell'abbazia al tramonto.
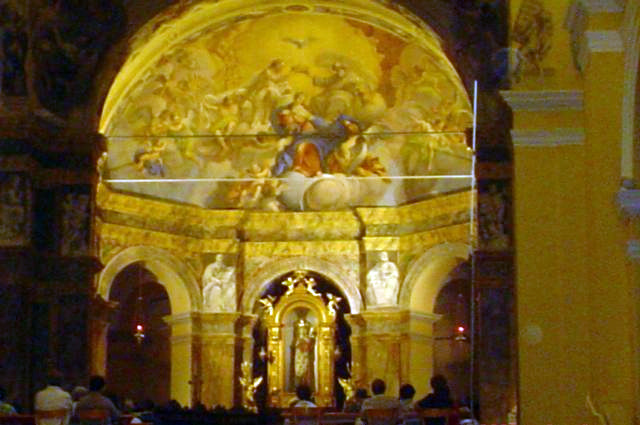
L'interno dell'abbazia di Santa Maria del Monte.